# Al-Anon/Alateen
Al-Anon, och Alateen för tonåringar, är två relaterande gemenskaper för anhöriga och vänner till alkoholister, som delar sina erfarenheter, sin styrka och sitt hopp med varandra, för att lösa sina gemensamma problem. De anser att alkoholism är en familjesjukdom och att en förändrad inställning kan underlätta tillfrisknandet. Al-Anon och Alateen är tolvstegsprogram, det vill säga en adaption av Anonyma Alkoholisters tolv steg och traditioner. Al-Anon kan sammanfattas som hjälp till självhjälp för anhöriga till alkoholister.
Al-Anon är ett andligt program, inte religiöst, där begreppet högre makt används. Al-Anon har ingen anknytning till någon religion.
Såväl Al-Anon som Alateen, liksom andra tolvstegsprogram, använder sinnesrobönen.